# Lav II.
Lav II., papa od 17. kolovoza 682. do 28. lipnja 683. godine.

## Životopis
Rodio se pod imenom Paulus na Siciliji. Povijesni zapisi navode kako je bio izuzetno govorljiv propovjednik i bio velikodušan prema sirotinji. Za papu je izabran nedugo nakon smrti svog prethodnika Agatona u siječnju 681. godine, ali je do njegovog posvećenja moralo proći godinu dana. Razlog su bili pregovori papinskih izaslanika s bizantskim carem Konstantinom IV., a kojima se nastojalo ukinuti obavezu papa da plate danak prilikom svog ustoličenja.
Lavov pontifikat je bio kratak, ali obilježen nastojanjem da se odluke Trećeg carigradskog sabora primijene među zapadnim kršćanima. Iskoristivši Konstantinovu naklonost, Lav je pod papinsku vlast ponovno vratio odmetnutu ravensku nadbiskupiju. Njegova odluka da svog prethodnika, papu Honorija I., anatemizira zbog sklonosti monotelitskoj herezi je kasnije izazvala kontroverze vezane uz doktrinu o papinskoj nepogrešivosti.